# Меммінгерберг
Меммінгерберг (нім. Memmingerberg) — громада в Німеччині, знаходиться в землі Баварія. Підпорядковується адміністративному округу Швабія. Входить до складу району Унтеральгой. Центр об'єднання громад Меммінгерберг.
Площа — 6,09 км2. Населення становить 3156 ос. (станом на 31 грудня 2020).

## Галерея

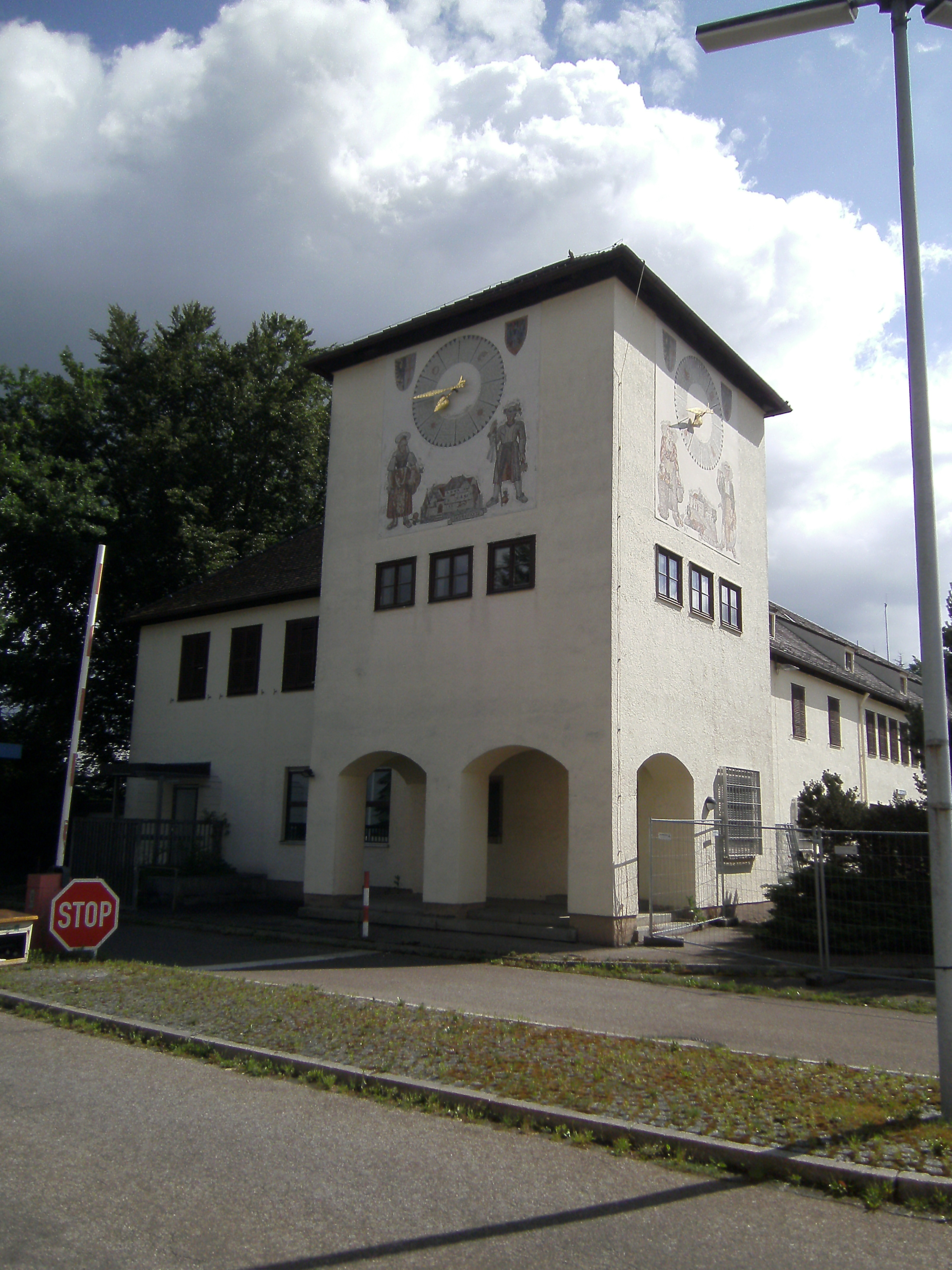